# Adamantina (ort)
Adamantina är en ort i Brasilien. Den är huvudort för en kommun med samma namn och tillhör delstaten São Paulo i den södra delen av landet, 700 km sydväst om huvudstaden Brasília. Folkmängden uppgår till cirka 30 000 invånare.

## Geografi
Terrängen runt Adamantina är huvudsakligen platt. Adamantina ligger uppe på en höjd. Adamantina är det största samhället i trakten.
Trakten runt Adamantina består i huvudsak av gräsmarker. Runt Adamantina är det ganska tätbefolkat, med 58 invånare per kvadratkilometer.